# Sidemia judaica
Sidemia judaica là một loài bướm đêm trong họ Noctuidae.